# Maniitsoqs kommun
Maniitsoqs kommun var en kommun på Grönland fram till 1 januari 2009. Från detta datum ingår Maniitsoq i den nya storkommunen Qeqqata. Kommunen låg på Grönlands västkust mellan 64.45°N och 66.15°N, en sträcka på drygt 195 km. Maniitsoq tillhörde amtet Kitaa. Huvudort var Maniitsoq. Övriga orter är Kangaamiut, Napasoq och Atammik. Kommunen hade en total befolkning på 3.463 (2007).